# 丹尼尔·坎波斯县

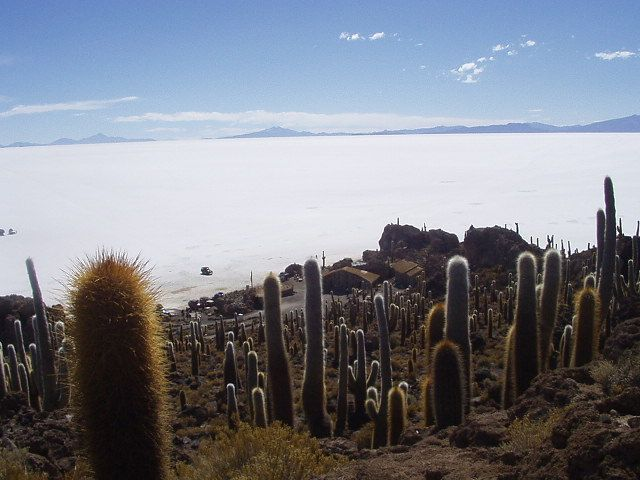

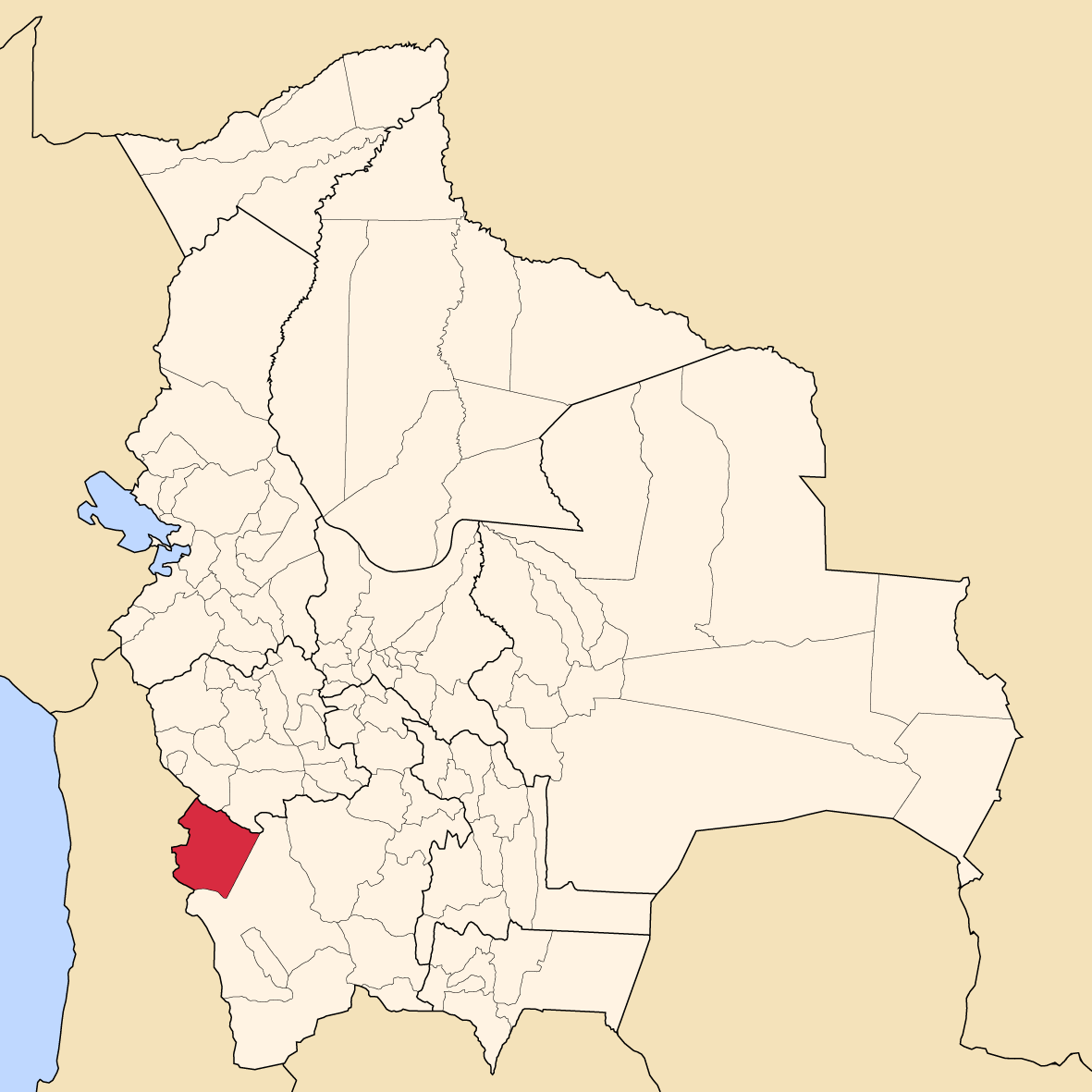

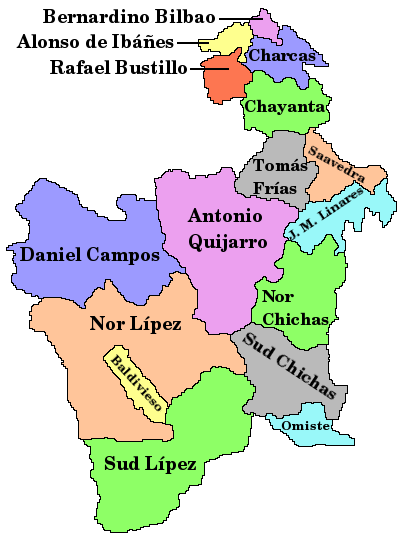

丹尼爾·坎波斯县（西班牙語：Provincia de Daniel Campos），是玻利維亞的县份，位於該國西南部，屬於波托西省的一部分，县府設於伊卡，面積10,347平方公里，2001年人口5,067，人口密度每平方公里0.5人。